# Michel Musolino
Pour les articles homonymes, voir Musolino.
Michel Musolino, né en 1955 à Podargoni (Italie), est un écrivain français spécialiste de l'économie.

## Biographie
Né dans le Sud de l'Italie, il est arrivé en France en 1967 et a fait ses études au lycée italien de Paris puis à Sciences Po, d'abord dans la section Économique et Financière, puis dans le Cycle d'Histoire du XXe siècle, sous la direction de Raoul Girardet. Il commence très jeune une carrière d'enseignant de sciences économiques et de géopolitique, en lycée, dans des classes préparatoires enseignement commercial option économique (ECE) puis dans diverses écoles de commerce dont l'ISG (institut supérieur de gestion). 

## Ouvrages
- Fluctuations et crises économiques, Ellipses, 1997.
- L'Imposture économique, Textuel, 1997.
- La Défaite du travail, L'écart, 1999.
- Plus dur sera le chiite, Baleine, 1999 (série du Poulpe)
- Le Troisième Secret de Fatima, Le Cherche Midi, 2006.
- L'Économie pour les nuls, First éditions, 2007
- Le Trader et la Ménagère, First éditions, 2009
- Berlusconneries : Les joies du camping et du bronzage, Le Cherche Midi, 2009
- 150 Idées reçues sur la France, First éditions, 2012
- La Crise pour les nuls, First éditions, 2012
- La Nouvelle Imposture économique, First éditions, 2017
- La Théorie du complot pour les nuls, First éditions, 2019
- Les Grandes Théories économiques pour les nuls en 50 notions clés, First éditions, 2020
- Le Guide du parfait complotiste, Le Cherche Midi, 2022
- Les géants de la pensée économique , Perrin, 2024